# Terra dei Siculi

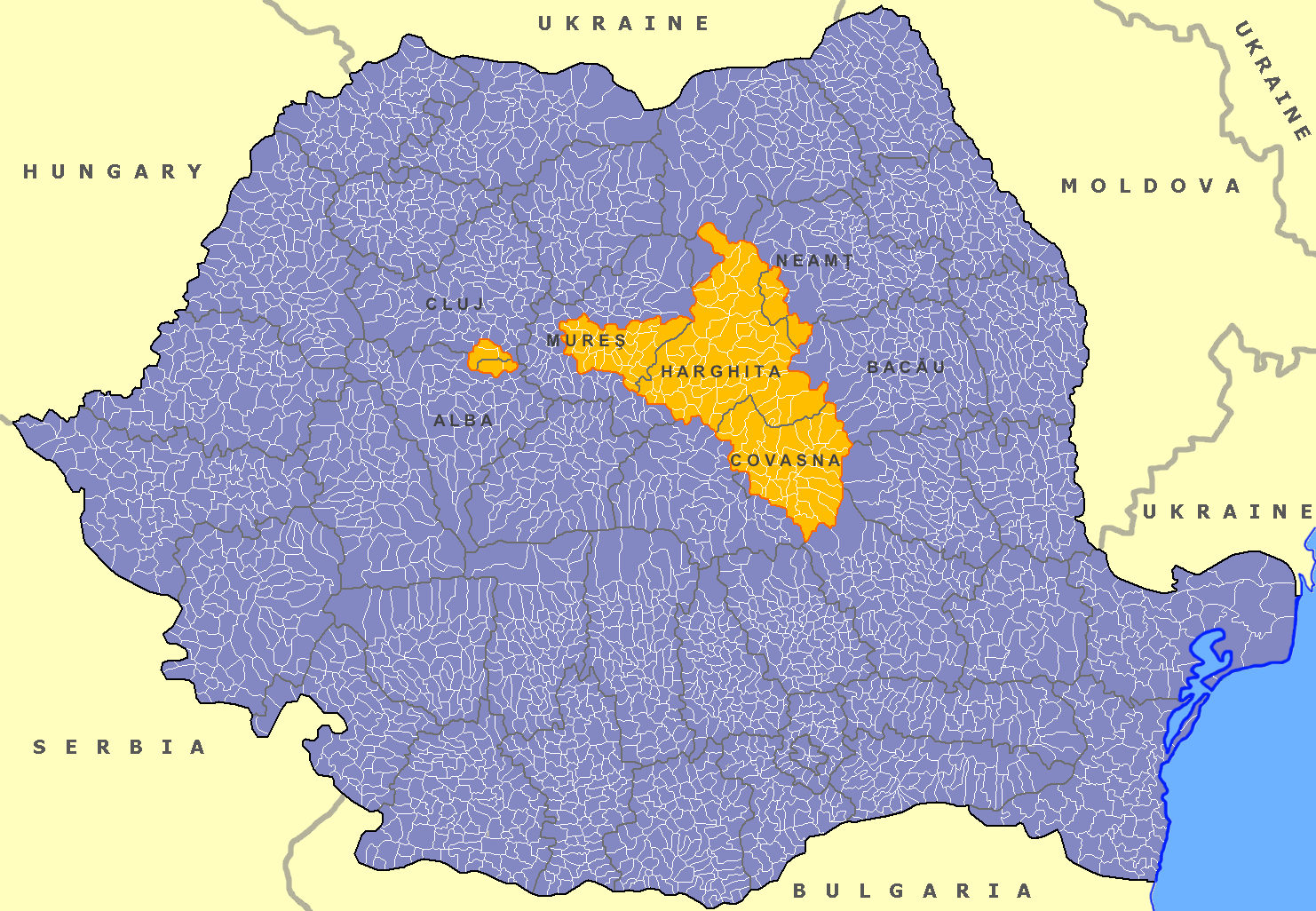
Le storiche province Sicule nella mappa della Romania odierna

Bandiera storica della Terra dei Siculi

Bandiera ufficiale dello Székely Nemzeti Tanács.

Il nome Terra dei Siculi (in ungherese: Székelyföld, rune: 𐲥𐳋𐳓𐳉𐳗𐳌𐳖𐳞𐳇; in rumeno: Ținutul Secuiesc; in tedesco: Szeklerland; in latino: Terra Siculorum) si riferisce ai territori abitati prevalentemente dai Siculi di Transilvania, un sottogruppo etnico ungherese della Transilvania orientale. Vivono nelle valli e colline dei Monti Carpazi orientali, corrispondenti agli attuali distretti rumeni di Harghita, Covasna e Mureș.
Originariamente, il nome Terra dei Siculi denotava una regione autonoma all'interno della Transilvania. È esistita come entità giuridica dal medioevo fino al Compromesso austro-ungarico del 1867, quando è stata sostituita da una contea. Insieme con la Transilvania, divenne parte della Romania nel 1920, tornò in Ungheria nel 1940 e fu successivamente riunito alla Romania nel 1945. La zona era una regione autonoma all'interno della Romania nel periodo 1952-1968, e oggi ci sono iniziative dei Siculi per raggiungere un più alto livello di autonomia governativa per la Terra dei Siculi all'interno della Romania.

## Popolazione

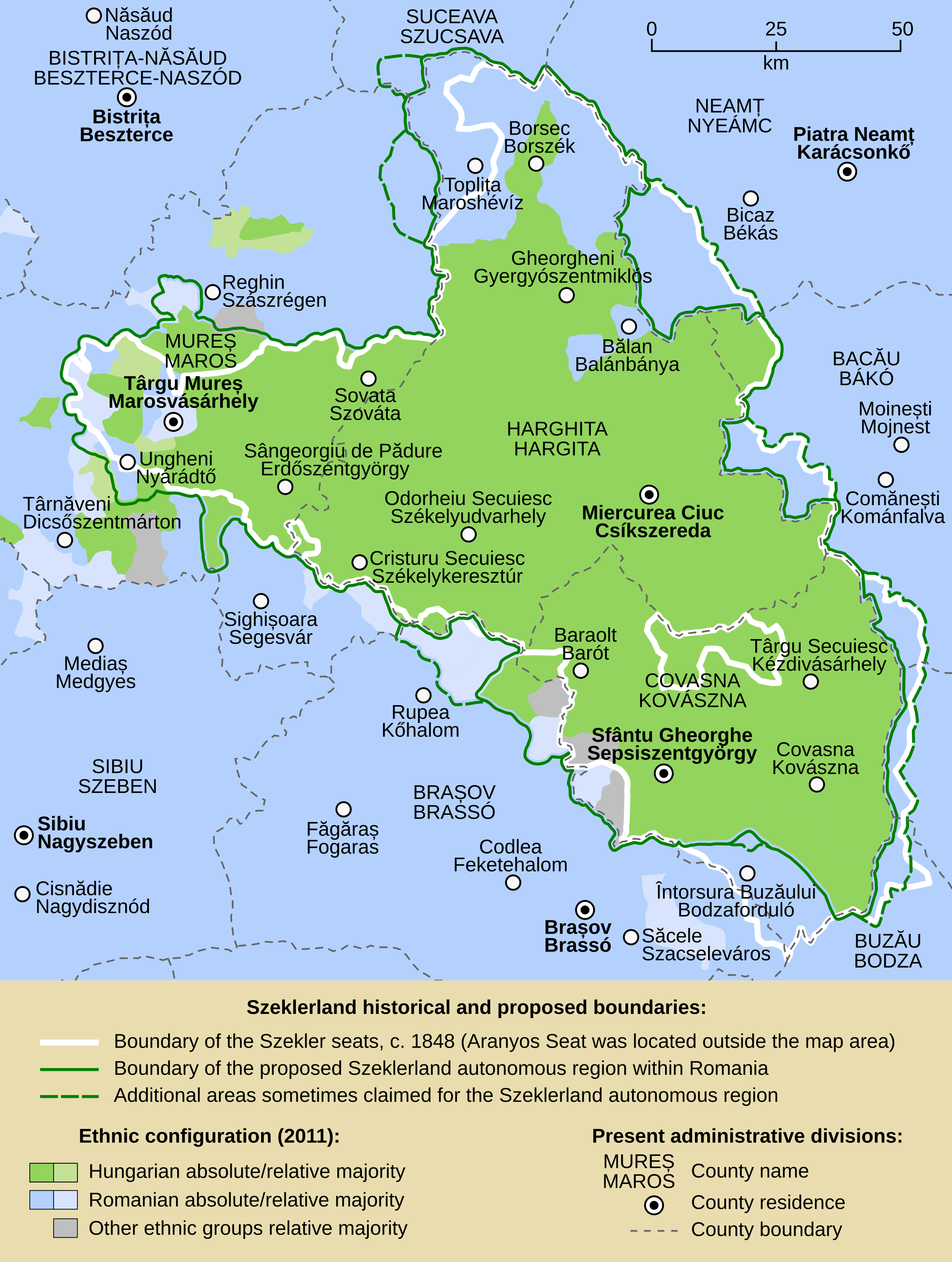
La Terra dei Siculi come prevista dai sostenitori dell'autonomia

L'area della regione è di circa 13.000 km². La popolazione della Terra dei Siculi (secondo l'ultimo censimento, svoltosi nel 2002) è di 809.000 abitanti, dei quali 612.043 di etnia ungherese sicula, vale a dire il 75,65% della popolazione. I Siculi rappresentano il 59% delle popolazioni dei distretti di Harghita, Covasna e Mureș. La percentuale di Siculi è più alta nei distretti di Harghita e Covasna (84,6% e 73,8% rispettivamente), e inferiore nel Distretto di Mureș (39.3%).

## Geografia
Storicamente incentrati nella città di Târgu Mureș (Marosvásárhely), altri importanti centri siculi sono Miercurea Ciuc (Csíkszereda), Sfântu Gheorghe (Sepsiszentgyörgy), e Odorheiu Secuiesc (Székelyudvarhely).

## Storia
Dal XII - XIII secolo fino al 1876, la Terra dei Siculi ha goduto di una notevole, ma variabile, quantità di autonomia, prima come parte del Regno d'Ungheria, poi dentro il Principato di Transilvania, e infine come parte dell'Impero asburgico. L'autonomia fu in gran parte dovuta al servizio militare fornito dai Siculi fino all'inizio del XVIII secolo. La Terra dei Siculi medievale era un'alleanza di sette territori siculi autonomi ossia Udvarhely, Csík, Maros, Sepsi, Kézdi, Orbai e Aranyos. Il numero di territori in seguito venne ridotto a cinque, quando Sepsi, Kézdi e Orbai furono uniti in un'unica unità territoriale chiamata Háromszék (letteralmente "tre seggi").
Come risultato del compromesso austro-ungarico del 1867, la Transilvania è diventata di nuovo parte del Regno d'Ungheria nell'ambito dell'Austria-Ungheria e cessò di esistere come entità giuridica amministrativa separata. Nel 1876, una riforma generale amministrativa abolì tutte le zone autonome del Regno d'Ungheria e creò un sistema unificato di comitati. Di conseguenza, anche l'autonomia della Terra dei Siculi finì. Quattro province furono create al suo posto: Udvarhely, Háromszék, Csík e Maros-Torda (solo la metà del territorio di Maros-Torda originariamente apparteneva alla Terra dei Siculi); l'isolata Aranyosszék divenne un distretto della contea di Torda-Aranyos.
Come stabilito dal trattato del Trianon del 1920, stipulato dopo la fine della prima guerra mondiale, il Regno di Romania acquisì la Transilvania. La lingua rumena sostituì l'ungherese nella Terra dei Siculi, i cui confini sono stati tuttavia conservati, e i distretti Siculi sono stati in grado di eleggere i propri funzionari a livello locale e di garantire l'istruzione in lingua ungherese. 
Nel 1940, la Romania fu costretta a cedere la Transilvania del Nord all'Ungheria con il secondo arbitrato di Vienna; questo territorio comprendeva la maggior parte delle aree storiche sicule. Le autorità ungheresi hanno successivamente restaurato la struttura pre-Trianon con lievi modifiche.

Terra dei Siculi tradizionale (XIX secolo)
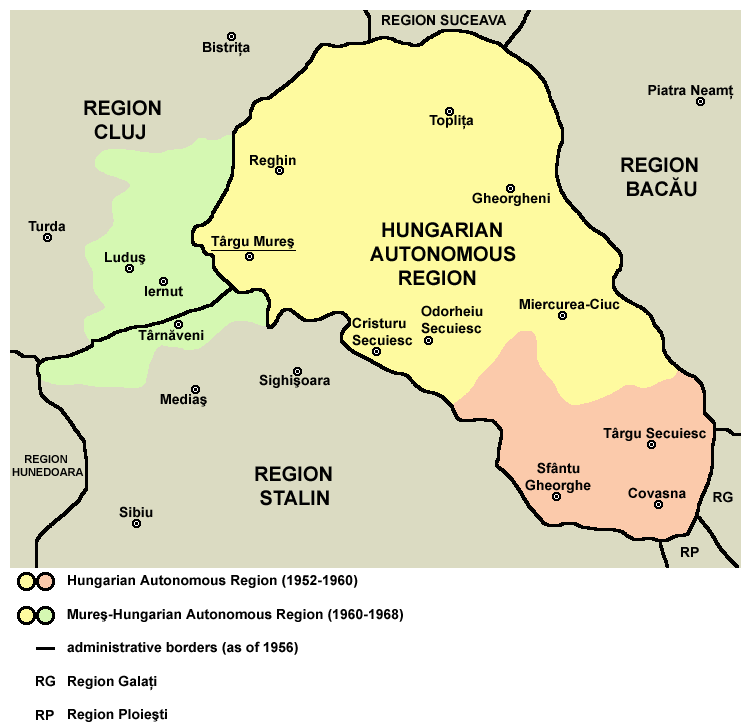
Antiche province ungheresi autonome
Distretti odierni di Harghita, Covasna e Mureș in Romania

## Autonomia
Dopo il ritorno del territorio alla Romania al termine della Seconda Guerra Mondiale, una regione autonoma ungherese è stata creata nel 1952, che comprendeva la maggior parte del territorio abitato dai Siculi. Questa regione è durata fino al 1968 quando la riforma amministrativa della Romania ha diviso il territorio nazionale nei distretti correnti. In parole povere, oggi il Distretto di Harghita comprende gli antichi Udvarhely e Csík, quest'ultimo include Gyergyó; Il Distretto di Covasna copre più o meno il territorio dell'antica Háromszék, e quella che una volta era Maros-Torda è per lo più parte dell'attuale Distretto di Mureș. Aranyosszék primo è oggi divisa tra i distretti di Cluj e Alba.
Dopo la caduta del comunismo, molti speravano che l'ex Regione Autonoma ungherese, abolita dal regime di Ceaușescu, sarebbe stata ripristinata nuovamente. Questo non è successo, ma ci sono iniziative Sicule per il ritorno dell'autonomia e di ulteriori sforzi da parte di organizzazioni Sicule per raggiungere un più alto livello di autogoverno per la Terra dei Siculi in Romania.
Il 2 febbraio 2009, il presidente rumeno Traian Băsescu ha incontrato il presidente ungherese László Sólyom a Budapest per discutere le questioni dei diritti delle minoranze e delle autonomie regionali. Băsescu ha affermato che "Alla minoranza ungherese non sarà mai data autonomia territoriale". 

La Terra dei Siculi ha un proprio inno Székely himnusz non ufficiale.

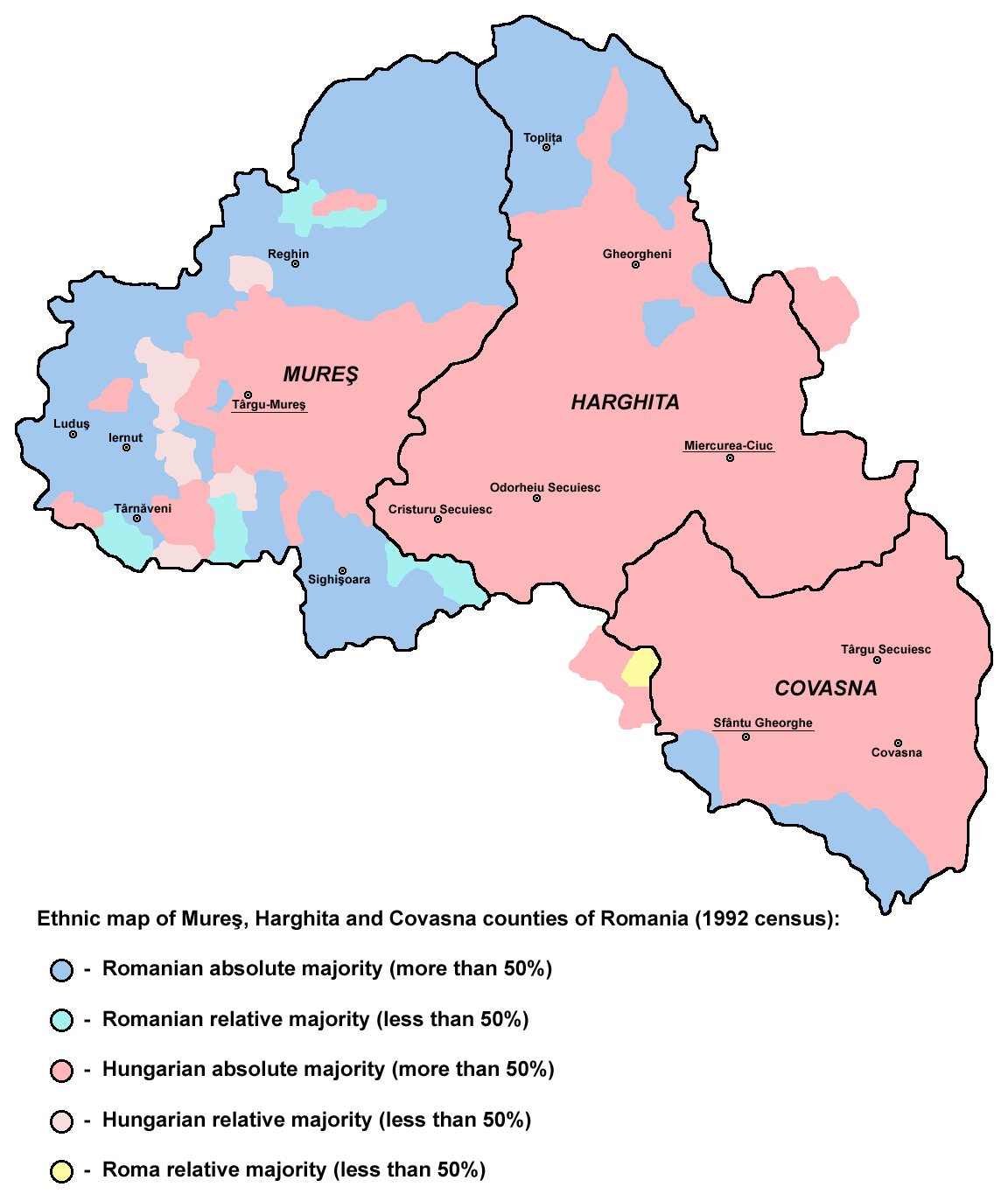
Mappa etnica dei Distretti di Harghita, Covasna e Mureș in base ai dati del 1992, con indicate le zone con maggioranza ungherese (Siculi).
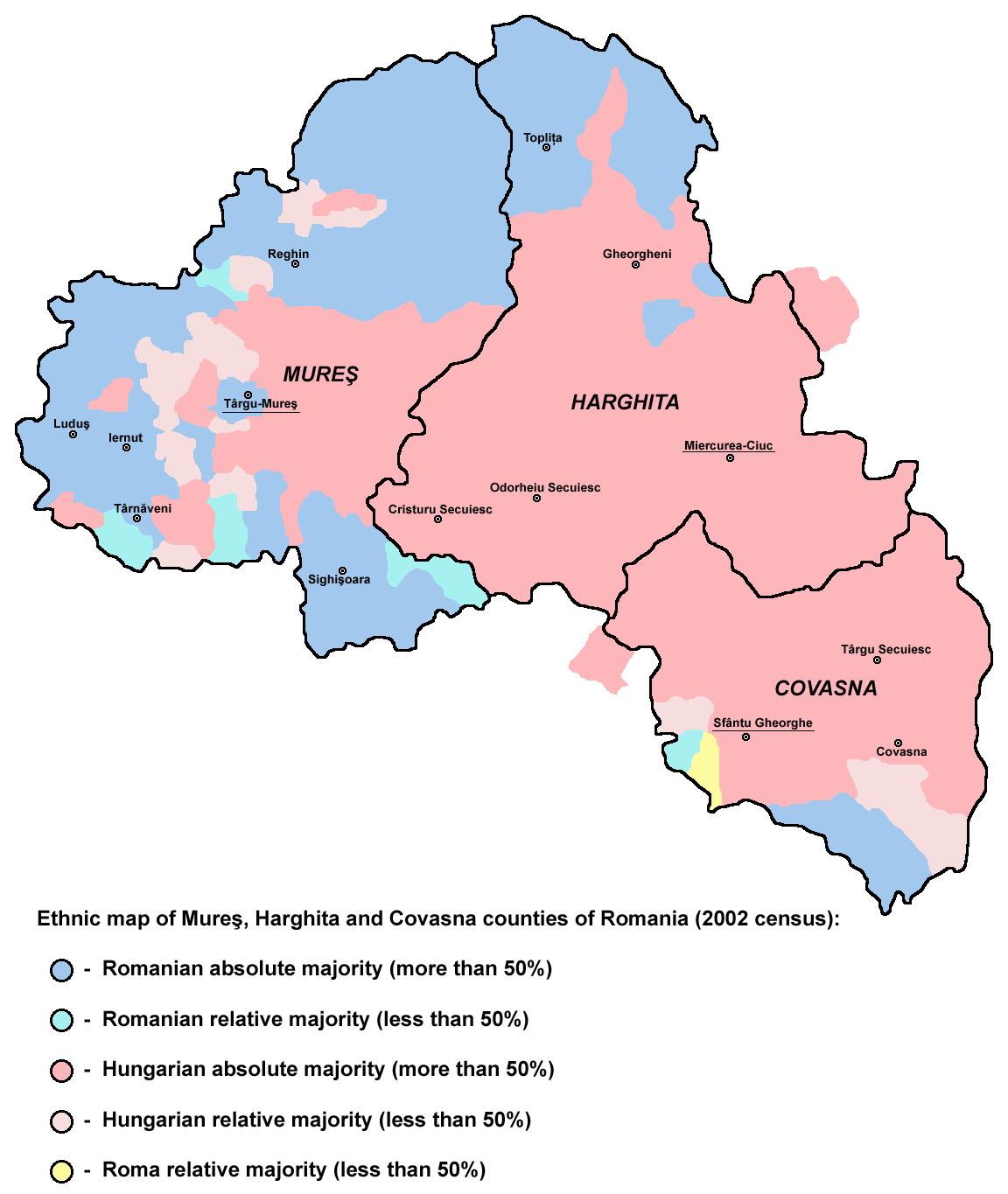
Mappa etnica dei Distretti di Harghita, Covasna e Mureș in base ai dati del 2002, indicante le zone con maggioranza ungherese (Siculi).
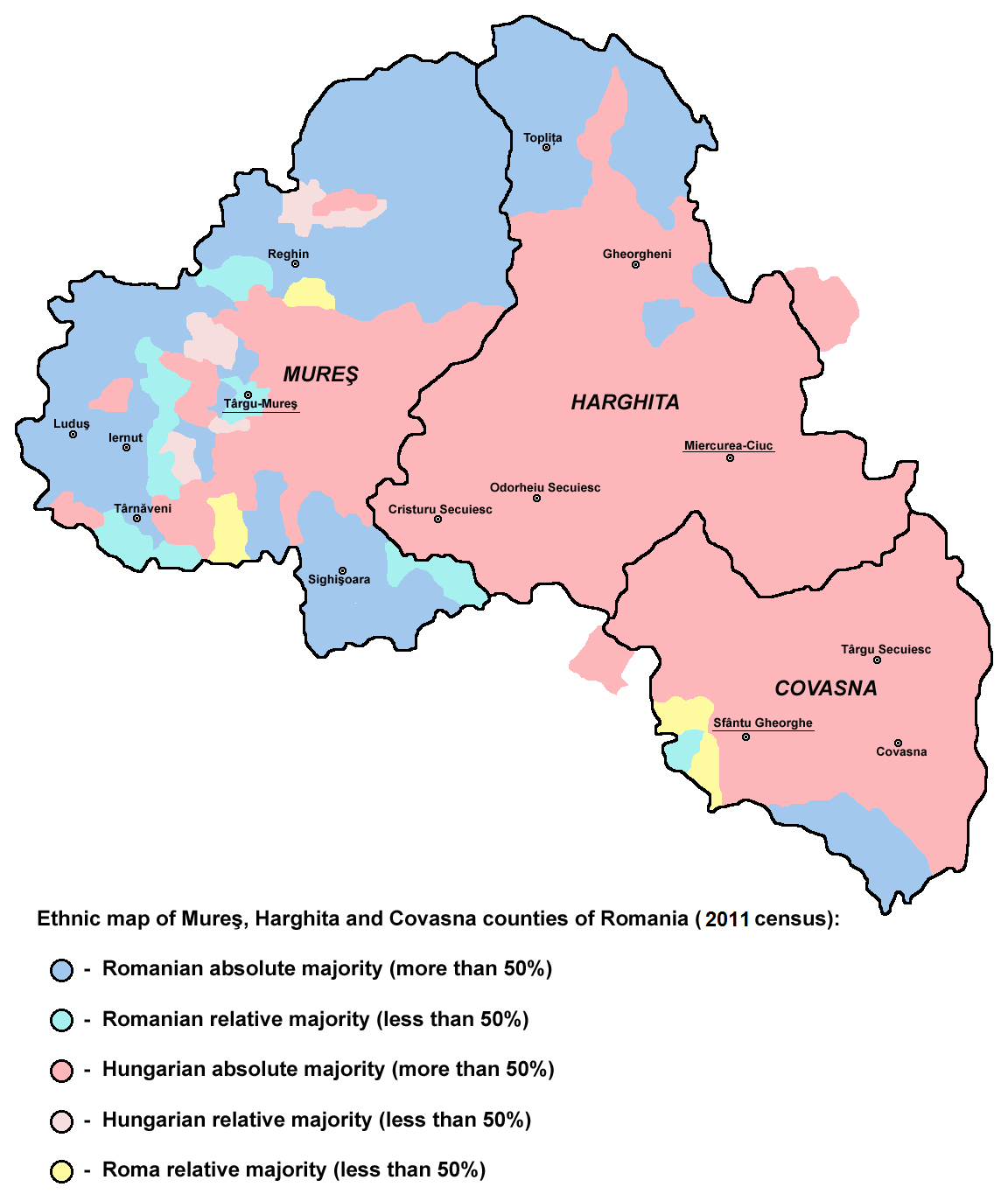
Mappa etnica dei Distretti di Harghita, Covasna e Mureș in base ai dati del 2011.

## Sport
La Terra dei Siculi possiede una propria nazionale la Nazionale di calcio della Terra dei Siculi che non è associata né alla FIFA né al UEFA.

## Galleria d'immagini

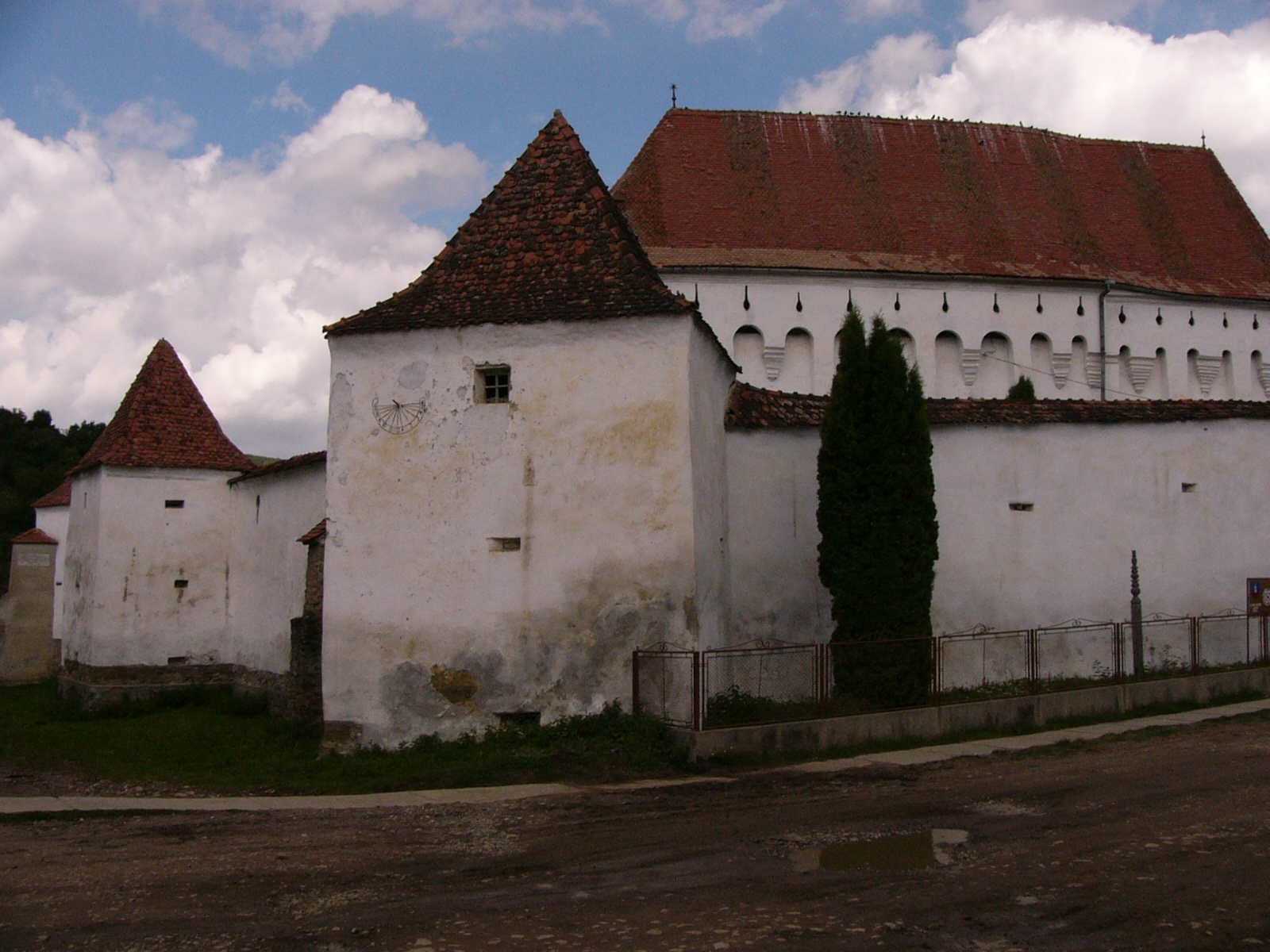
La chiesa fortificata di Dârjiu / Székelyderzs, che è nella lista dei Patrimoni dell'umanità dell'UNESCO
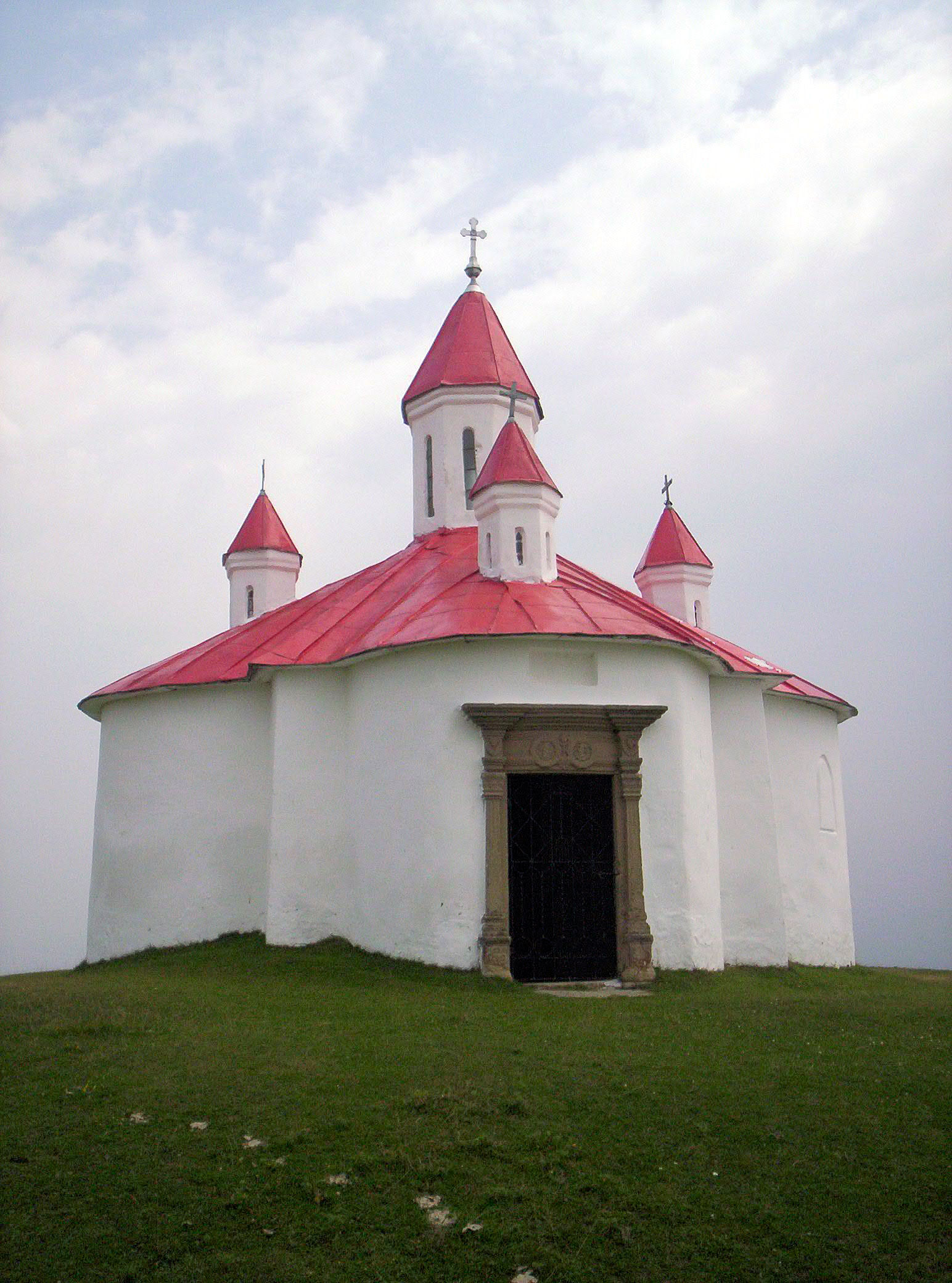
Cappella di Santo Stefano a Sânzieni / Kézdiszentlélek, costruita originariamente nel 12 ° secolo
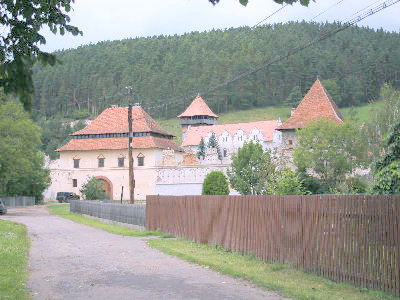
Castello di Lázár
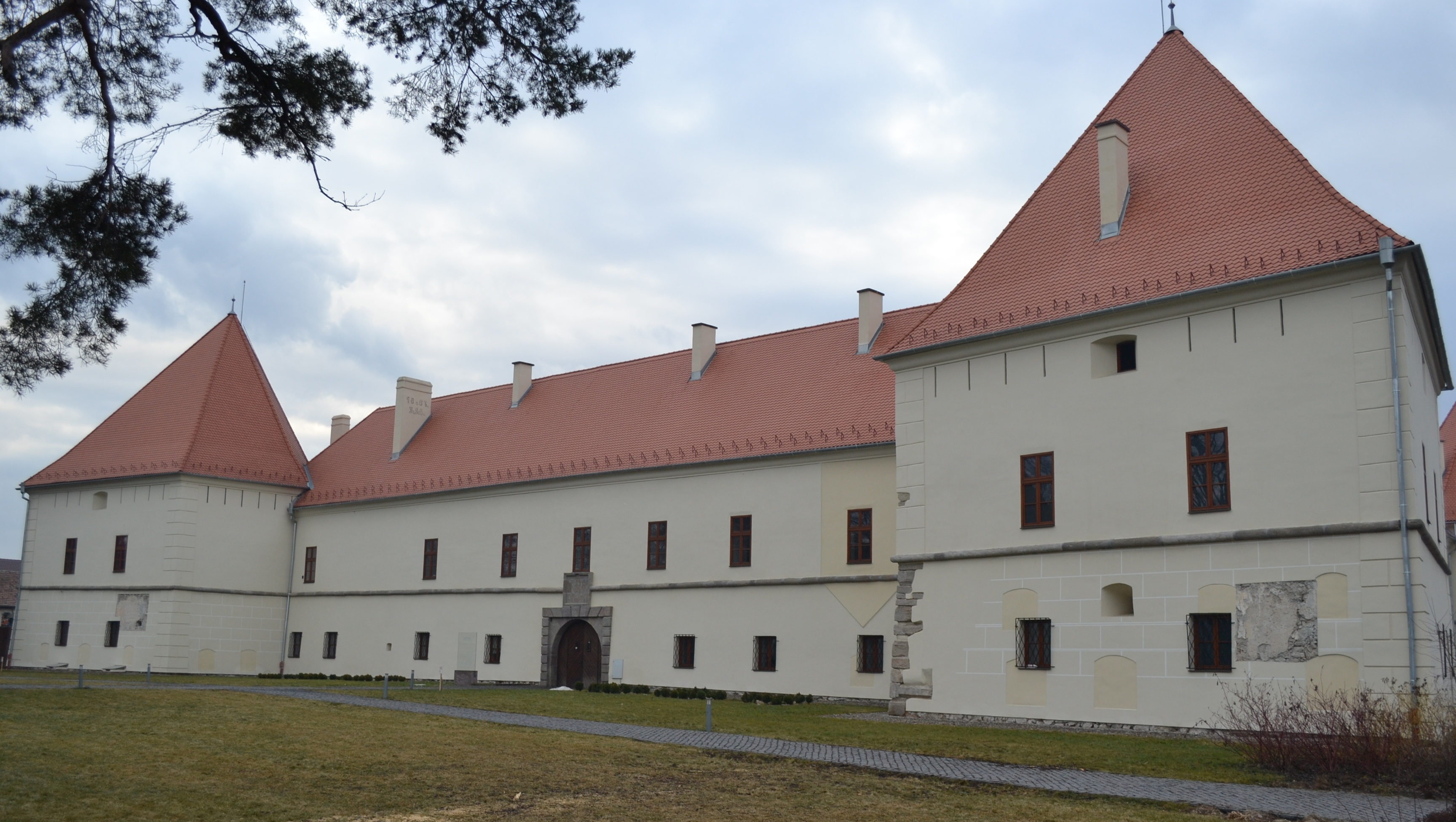
Castello Mikó
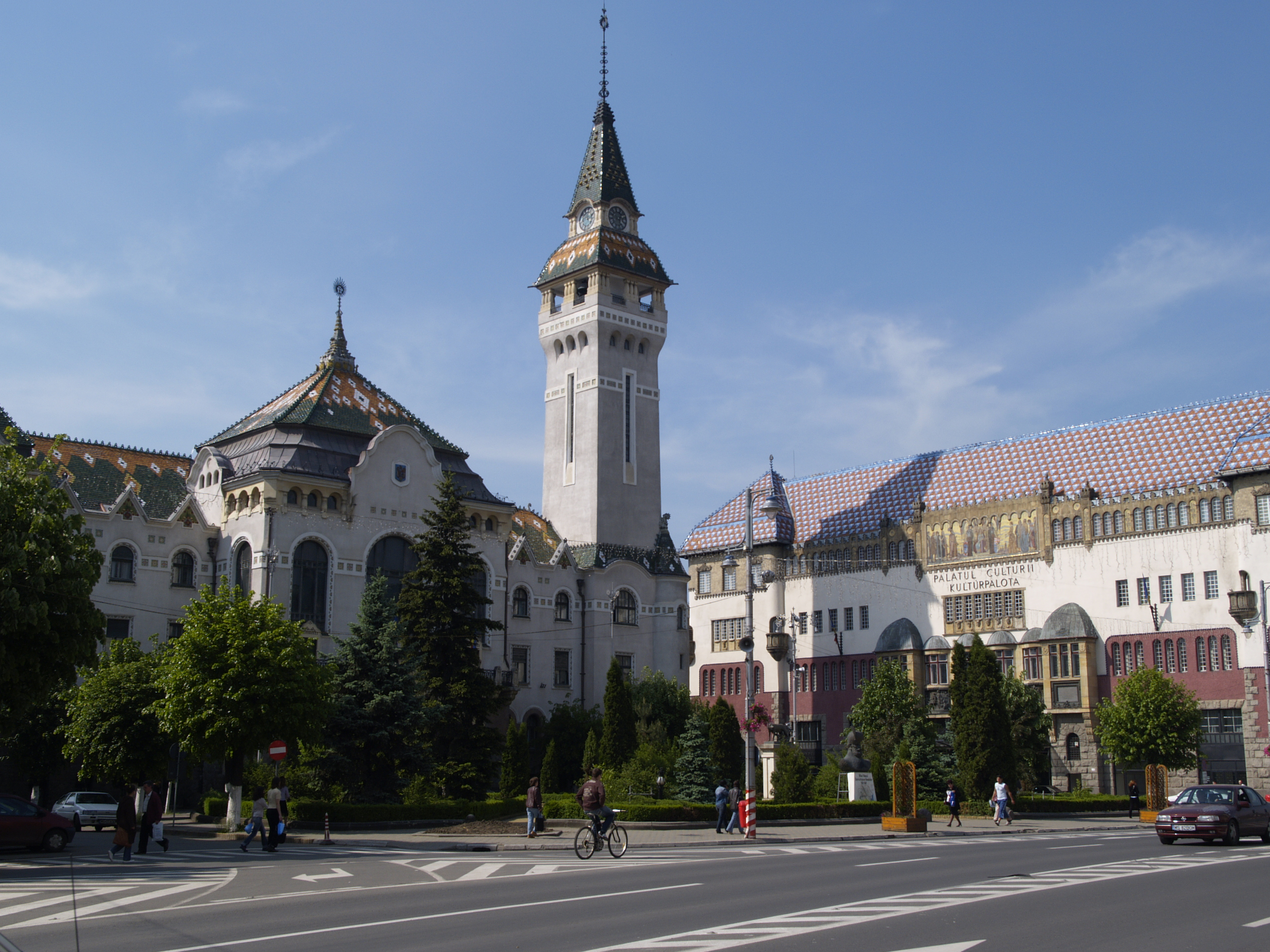
Târgu Mureș (Marosvásárhely), città considerata capitale della Terra dei Siculi
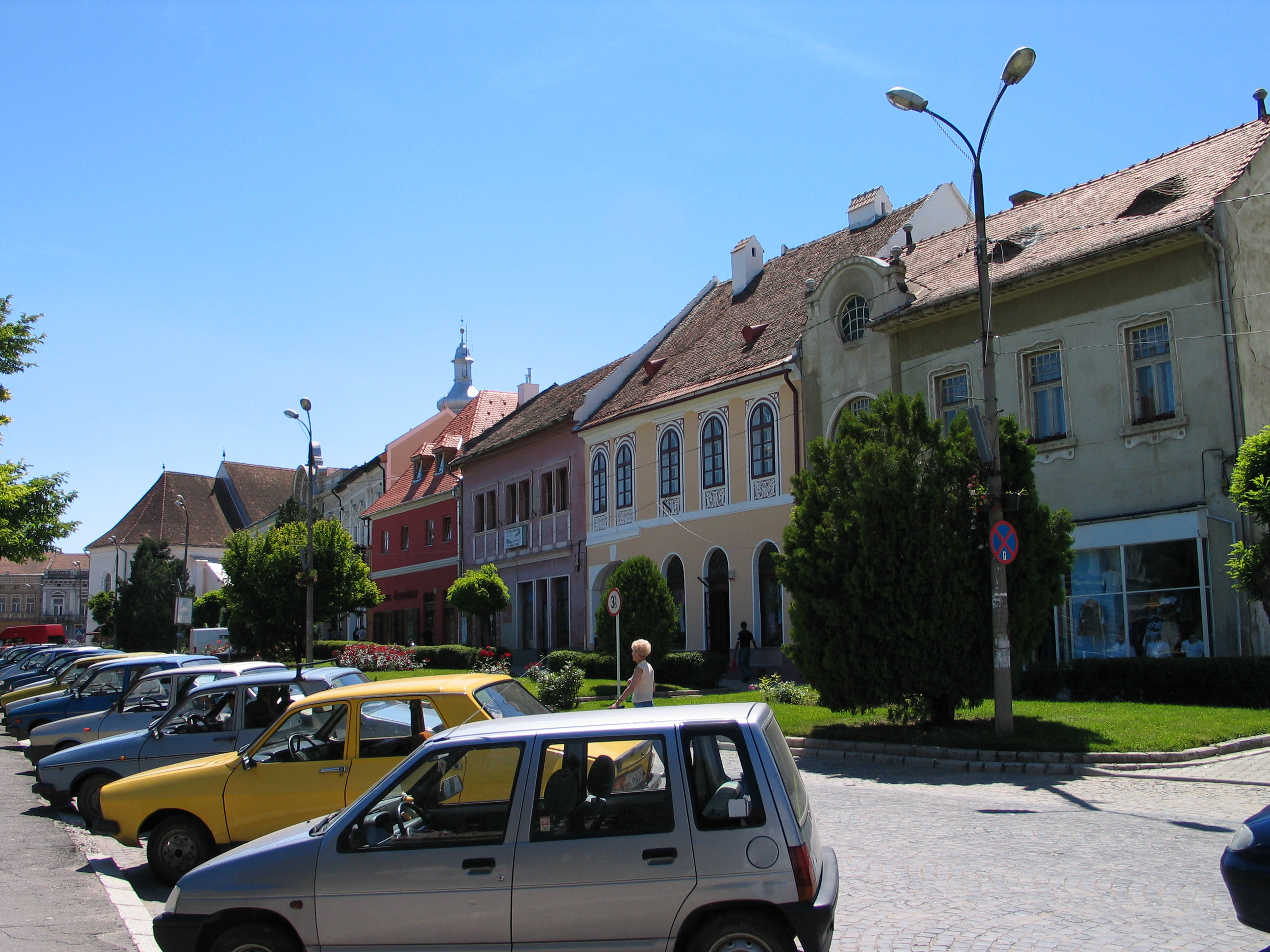
Târgu Secuiesc (Kézdivásárhely), città tipica della Terra dei Siculi
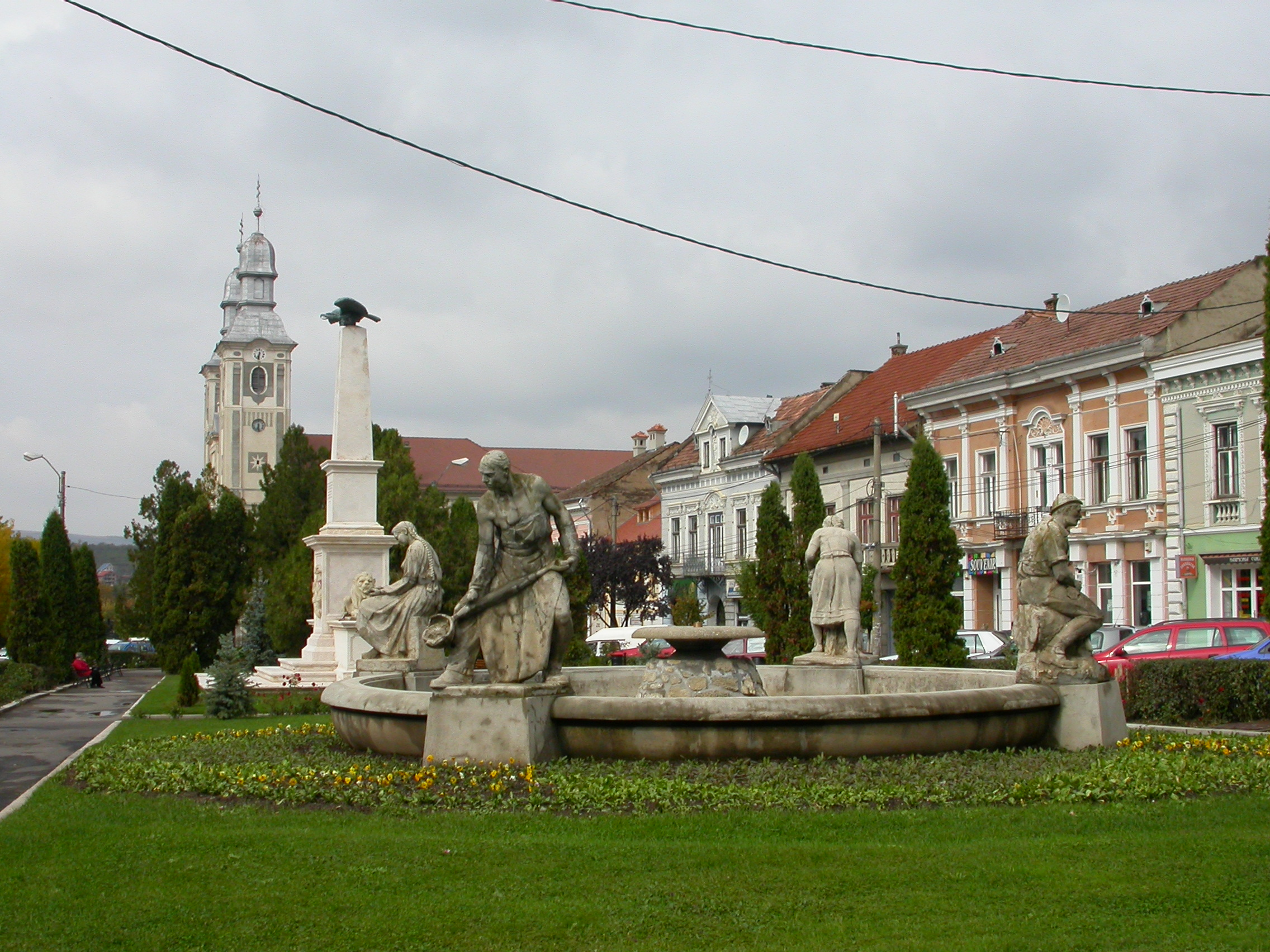
Odorheiu Secuiesc (Székelyudvarhely)
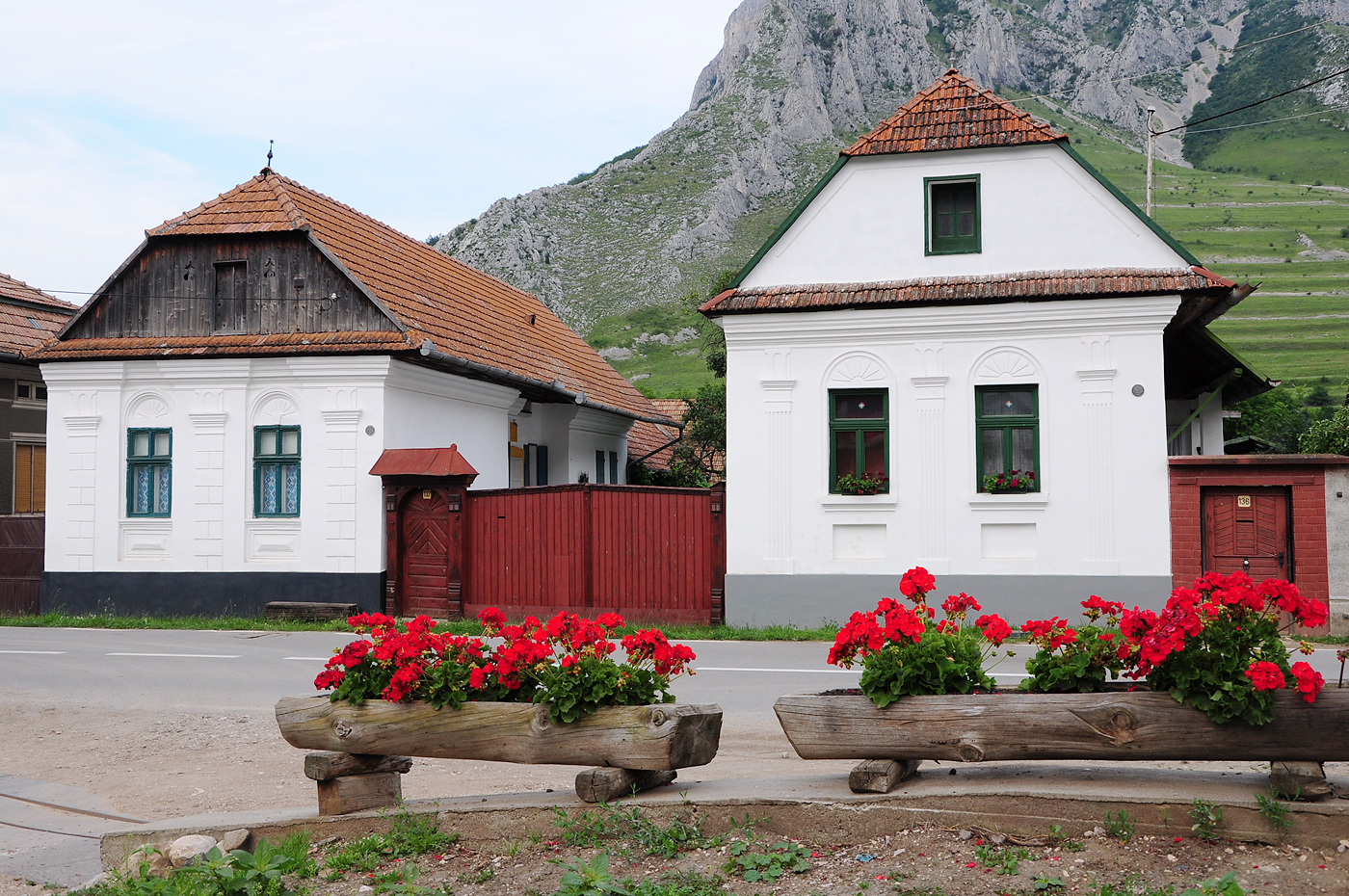
Case siculi a Rimetea (Torockó)
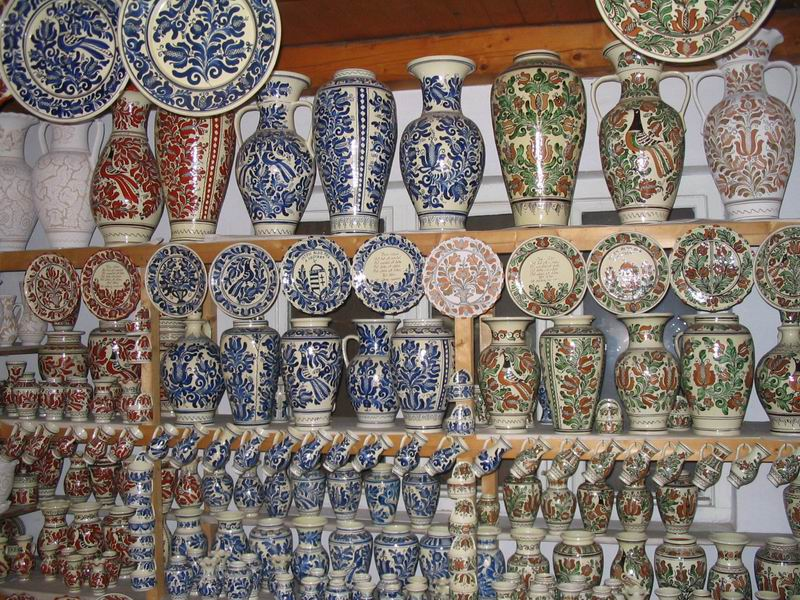
Negozio di ceramiche a Corund (Korond)
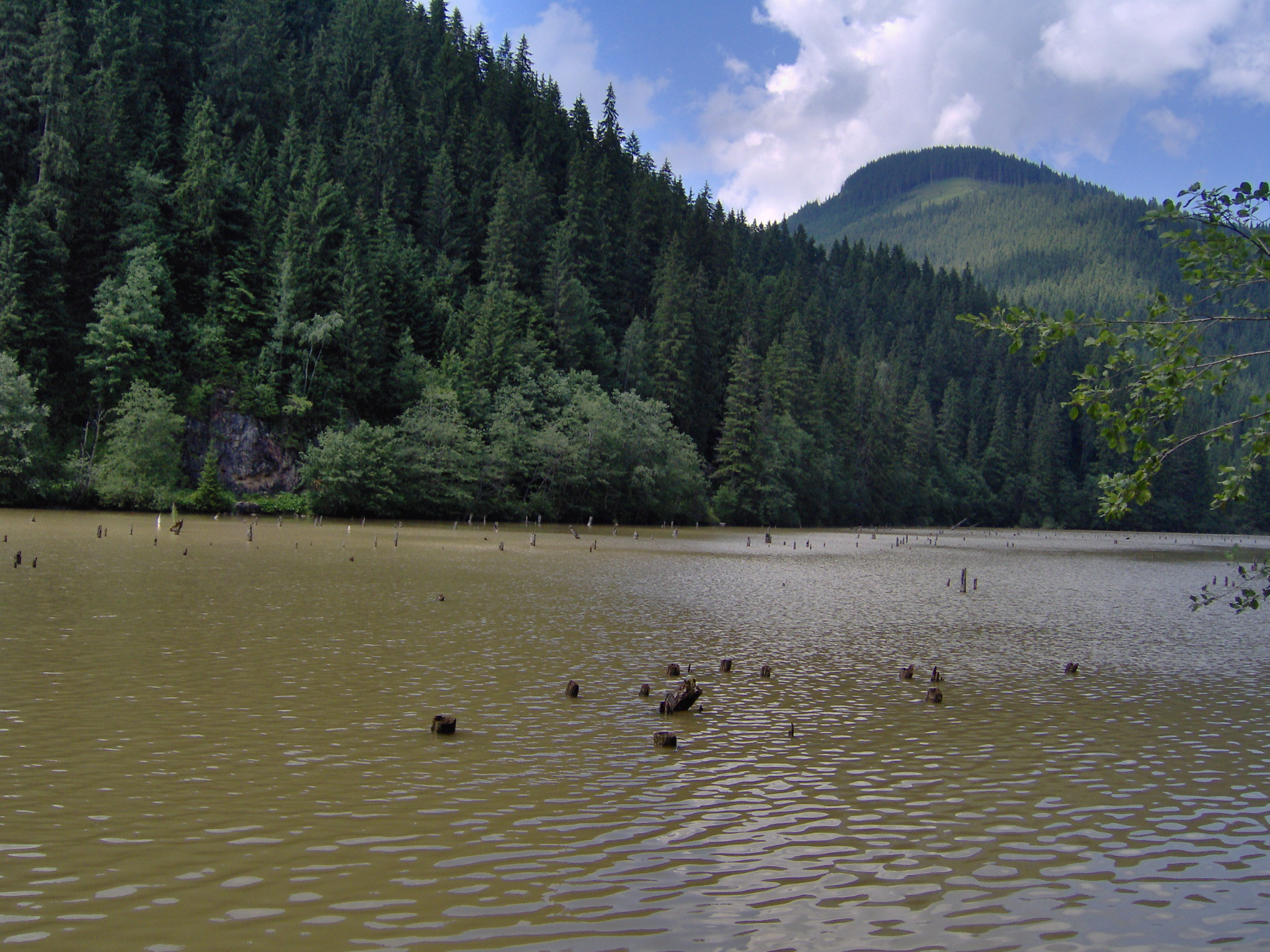
Montagne circostanti il "Lago Rosso"
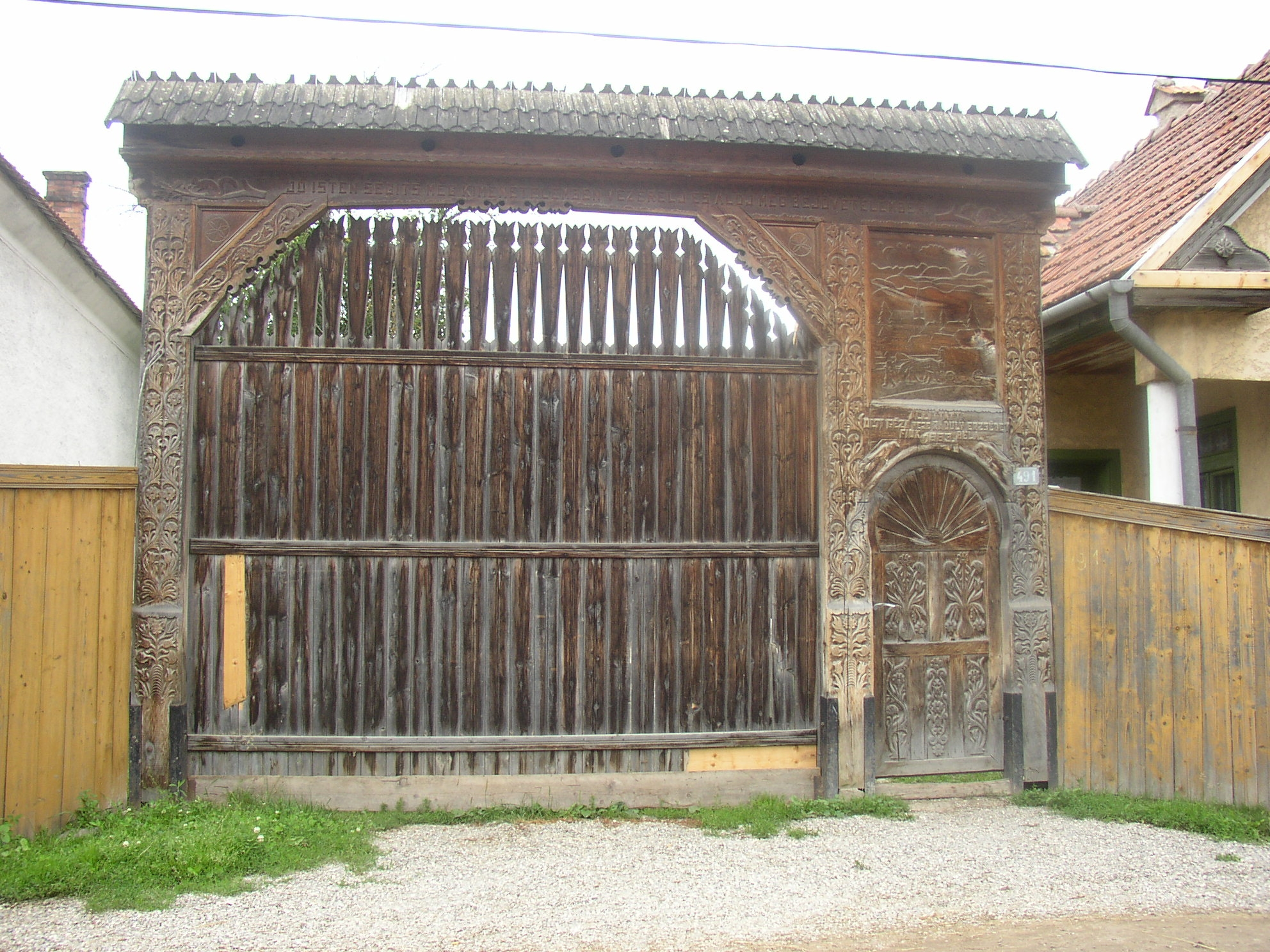
Cancello siculo a Siculeni (Madéfalva)
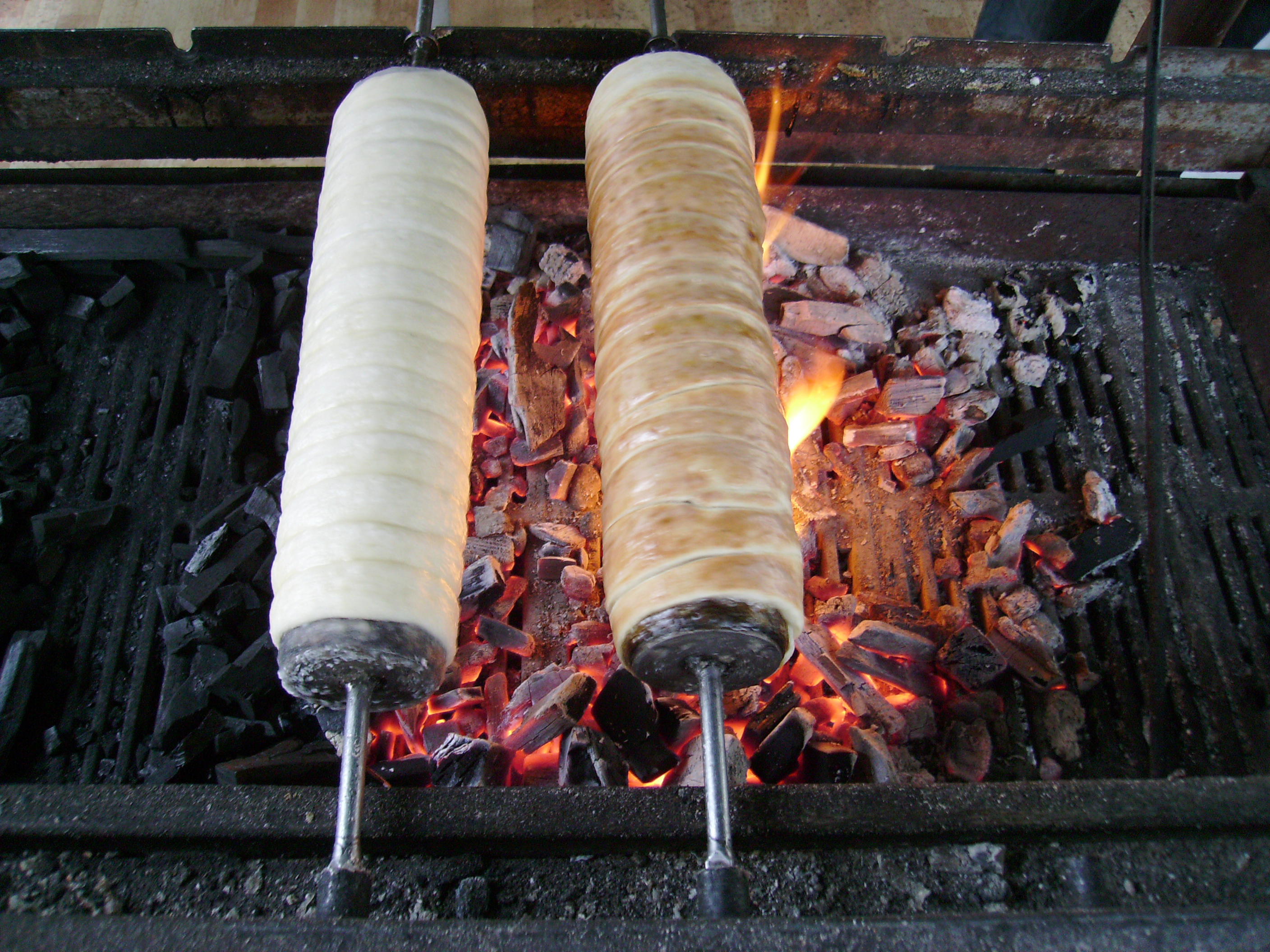
Kürtőskalács, dolce tipico della zona
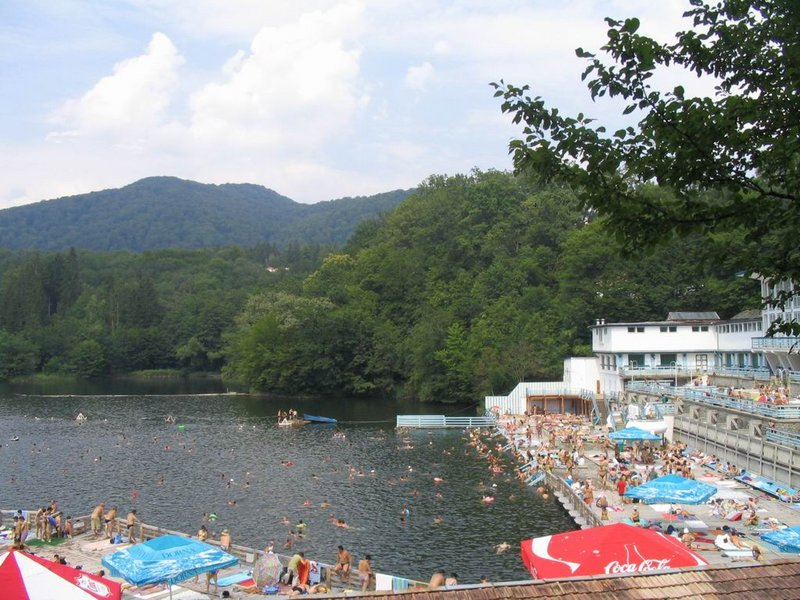
Lago salato a Sovata (Szováta)
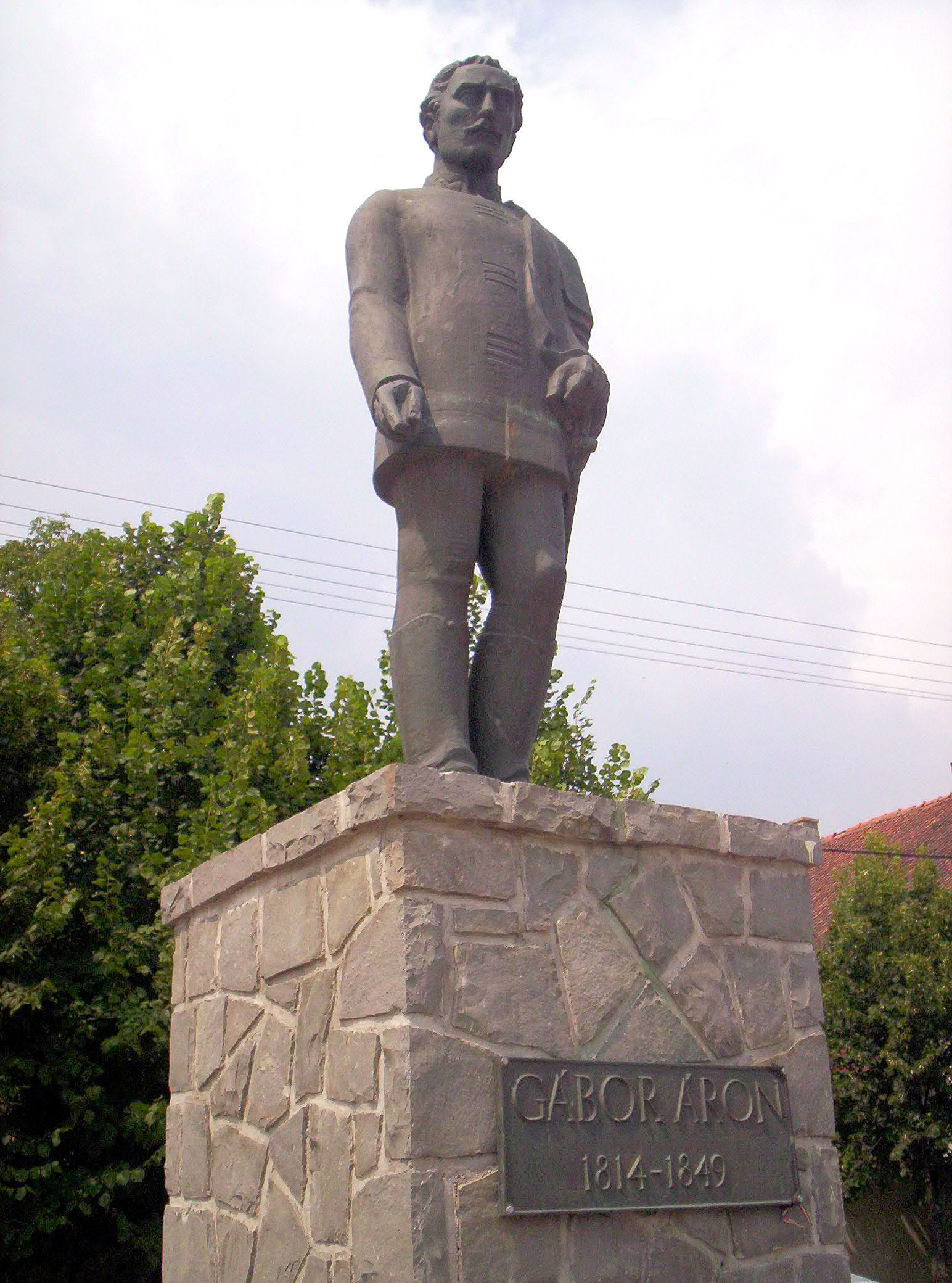
Scultura di Áron Gábor a Brețcu (Bereck)
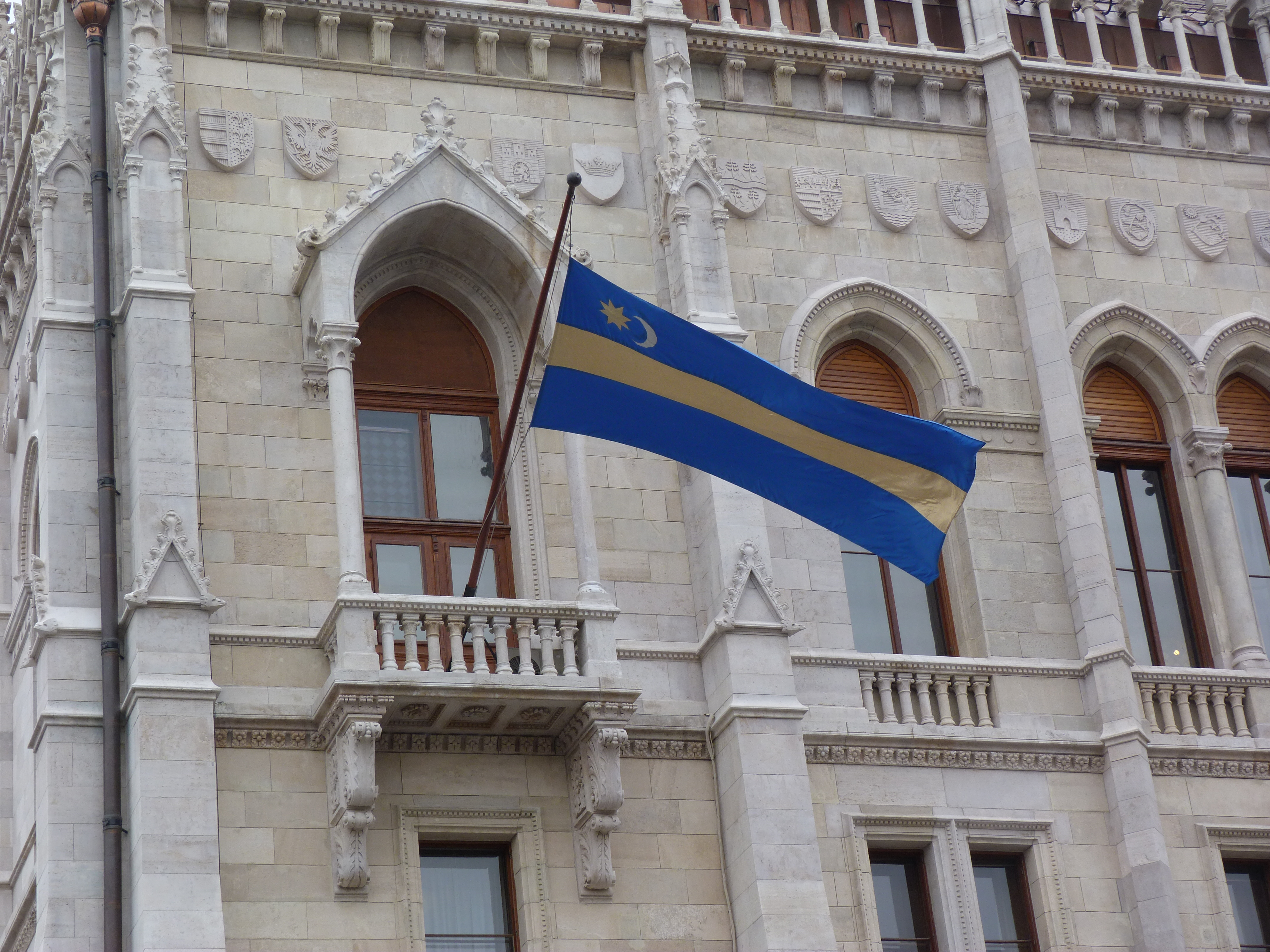
La bandiera sicula esposta sul fronte del parlamento ungherese a Budapest
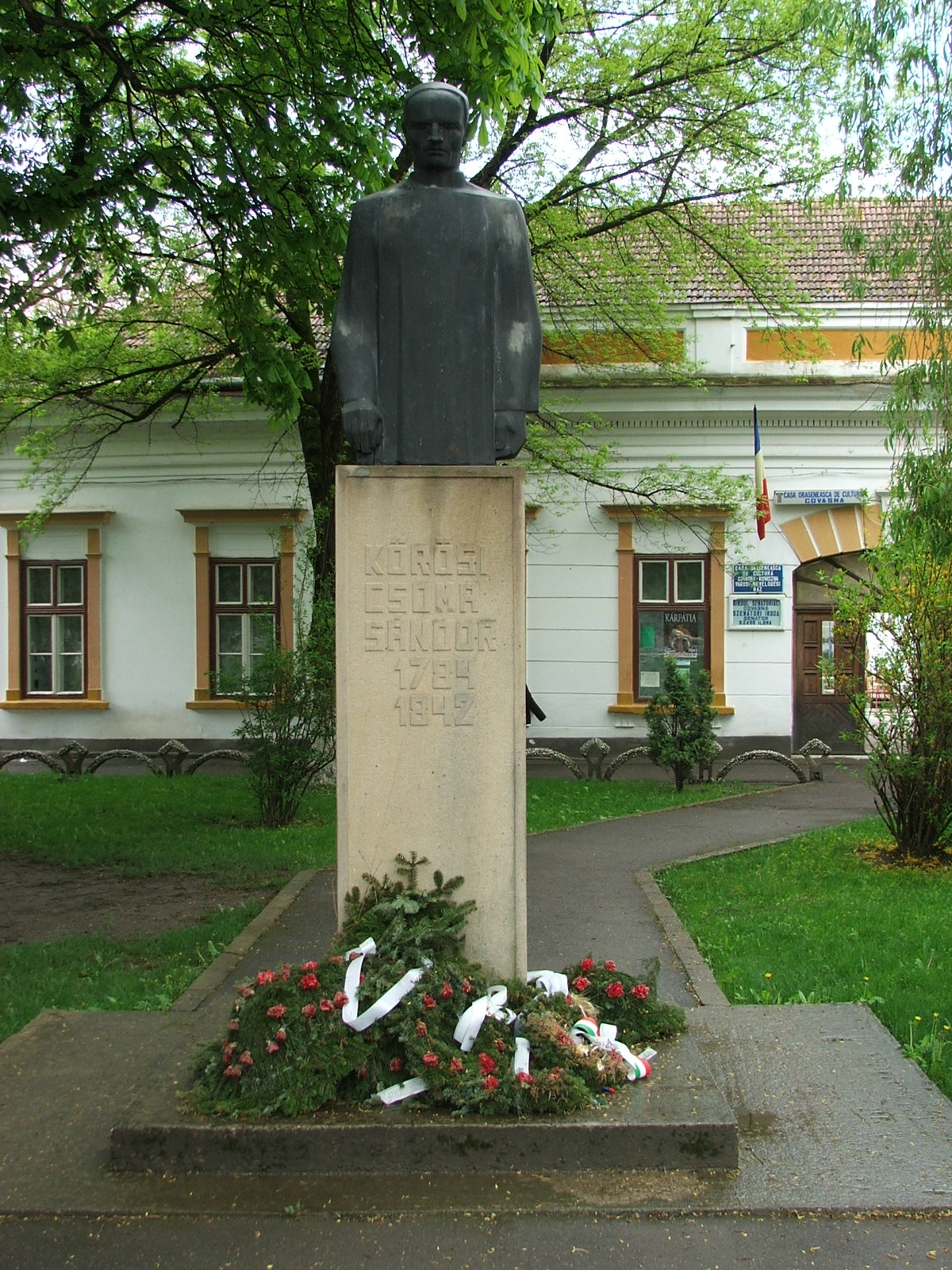
Statua di Sándor Kőrösi Csoma de Kőrös a Covasna (Kovászna)